# Lingsarmo
Der Lingsarmo, zuvor als Pinnacle Peak bekannt, ist ein 6955 m hoher Gipfel im Himalaya.

## Lage
Der Lingsarmo ist der dritthöchste Gipfel des Nun-Kun-Massivs. Er befindet sich im indischen Unionsterritorium Ladakh. Die Hauptgipfel Nun und Kun liegen zusammen mit dem Lingsarmo auf einem hufeisenförmigen Gebirgskamm, der den oberen Teil des Parkachikgletschers, das etwa 6000 m hoch gelegene sogenannte „Schneeplateau“ (Snow Plateau), einrahmt. Der Lingsarmo befindet sich im Nordosten des Hufeisens, 2,35 km ostnordöstlich vom Gipfel des Kun. Da die Schartenhöhe knapp unter 500 m liegt, gilt der Lingsarmo nicht als „eigenständiger Berg“, sondern als ein Nebengipfel des Kun.

## Besteigungsgeschichte
Im Jahr 1906 wurde der Lingsarmo (damals noch Pinnacle Peak) von dem englischen Entdeckerpaar William Hunter Workman und Fanny Bullock Workman über den Westgrat erstbestiegen.